# ザイナブ (人名)
ザイナブ（アラビア語: زينب, Zaynab ないしは Zainab, ザイナブ）は、アラビア語の女性名。イスラーム教徒に好まれる名前の一つであることからアラブ諸国以外の世界各地で命名に用いられている。
アラビア語での口語発音はゼイナブ、ゼーナブ。そのためZaynab、Zainab以外にもZeynab、Zainab、Zeenab、Zenabなどと表記されるなどしている。
人名の由来としては「見た目が美しく香りの良い木」「香りの良い花」や「背が低くふくよかな女性」など。
ザイナブはイスラーム教の預言者ムハンマドの娘と孫娘の名前であり、ムハンマドの2人の妻（ザイナブ・ビント・ジャフシュ、ザイナブ・ビント・フザイマ）の名前でもあり、後代では実在した預言者一家の女性にちなんで命名されることが多いアラブ女性名ならびにイスラーム女性名となった。
- この名前のペルシア語は同形のزینب（但し、ي の文字コードはペルシャ語の ی を用いる）。
- この名前のボスニア語形は"Zeineb"、"Zejneb"、"Zejneba"。
- この名前のトルコ語形はZeynep（英語版）（ゼイネップ）。
- この名前のソマリ語形はSeynab。

## 人物
- ザイナブ・アル＝アワディーヤ（英語版）、中世の外科医
- ザイナブ・アマド（英語版）、アメリカの検察官
- ザイナブ・アーメド（英語版）、ナイジェリアの政治家
- ザイナブ・ビント・ムハンマド - ハディージャ・ビント・フワイリドとムハンマドの娘。ウマーマ（英語版）の母。
- ザイナブ・ビント・アリー - アリー・イブン・アビー・ターリブと預言者ムハンマドの娘であるファーティマとの間に生まれた第3子。フサイン・イブン・アリーの妹。預言者ムハンマドの3番目の孫。シーア派信徒は彼女への崇敬から女児にザイナブと命名することが多い。
- ザイナブ・ビント・フザイマ、ムハンマドの妻
- ザイナブ・ビント・ジャフシュ、ムハンマドの妻
- ザイナブ・チョッタニ（英語版）
- ザイナブ・コブボルド（英語版）、イスラーム教に改宗したアングロ–スコット人
- ザイナブ・ファシィキ
- ゼイナブ・ジャラリアン（英語版） - クルド系イラン人。しばしば政治活動家と説明される。
- ザイナブ・アン＝ナフザウィッヤー（英語版）、ムラービト運動における重要人物
- ゼイナブ・バダウィ（英語版）、スーダン系イギリス人のBBCテレビおよにラジオジャーナリスト
- ザイナブ・タリ（英語版）、シンドの女王
- ザイナブ・ビーシェワ（英語版）（1908年 - 1996年）、バシキール人の詩人、作家
- ザイナブ・ビント・アル＝ハーリス（英語版）、預言者ムハンマドに毒を盛ったユダヤ人女性